# Ekwadorska Cywilna Agencja Kosmiczna

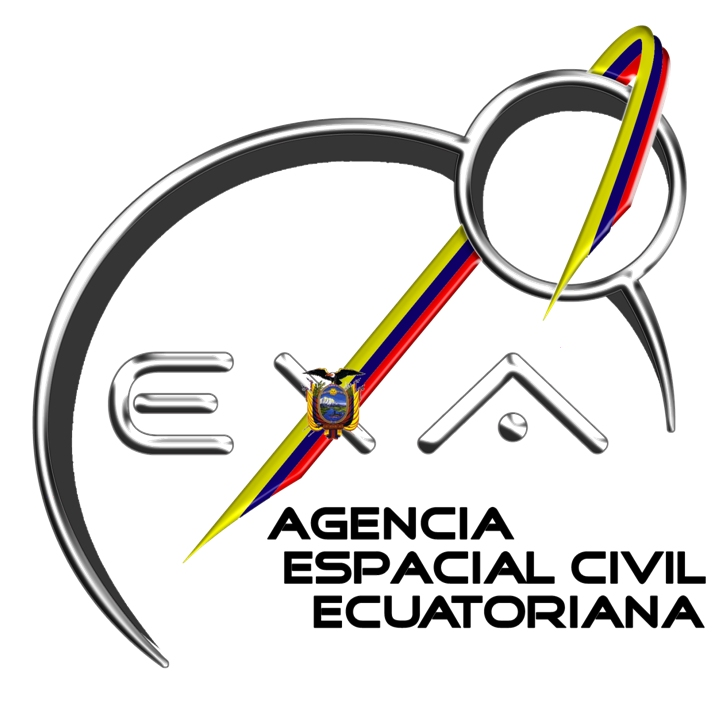
Logo agencji EXA

Ekwadorska Cywilna Agencja Kosmiczna (EXA, hiszp. Agencia Espacial Civil Ecuatoriana) – prywatna ekwadorska pozarządowa agencja kosmiczna. Została założona 1 listopada 2007 roku w Guayaquilu jako pierwsza agencja kosmiczna w historii Ekwadoru. Jej celem jest realizacja Ekwadorskiego Cywilnego Programu Kosmicznego, prowadzenie badań w dziedzinie nauk planetarnych i kosmicznych oraz przyśpieszenie rozwoju nauki w kraju. Od 29 września 2008 roku jest członkiem Międzynarodowej Federacji Astronautycznej.
Założycielem agencji jest Ronnie Nader (ur. 1967), inżynier i profesor astrobiologii, który w czerwcu 2007 roku ukończył szkolenie w Centrum Wyszkolenia Kosmonautów im. J. Gagarina w Gwiezdnym Miasteczku pod Moskwą, stając się tym samym pierwszym ekwadorskim astronautą. Jest on dyrektorem wydziału operacji kosmicznych oraz honorowym dyrektorem zarządu i aktywnie uczestniczy we wszystkich przedsięwzięciach EXA. Ze względu na ograniczony budżet do tej pory nie poleciał jednak w kosmos, choć istnieją plany wysłania go w lot suborbitalny statkiem jednej z prywatnych firm kosmicznych.
Do najważniejszych osiągnięć EXA należy budowa i wystrzelenie w kosmos w 2013 roku dwóch bliźniaczych satelitów typu CubeSat: NEE-01 Pegaso i NEE-02 Krysaor, pierwszych ekwadorskich satelitów. Pierwszy z nich został wyniesiony na orbitę za pomocą chińskiej rakiety Chang Zheng 2D, a drugi rosyjsko-ukraińską rakietą Dniepr.
EXA wraz z Ekwadorskimi Siłami Powietrznymi prowadzi także program lotów i badań w warunkach mikrograwitacji realizowany na pokładzie specjalnie do tego celu przystosowanego samolotu Sabreliner T-39.